# إدوارد سيسي
إدوارد سيسي (بالفرنسية: Édouard Cissé)‏ (مواليد 30 مارس 1978 في باو - فرنسا) لاعب كرة قدم فرنسي يلعب حاليا لصالح نادي الدرجة الأولى أوكسير الفرنسي منذ 2011 في مركز الوسط المحوري .

## روابط خارجية
- إدوارد سيسي على موقع اتحاد تركيا (لاعب) (الإنجليزية)
- إدوارد سيسي على موقع رابطة كرة القدم الفرنسية للمحترفين (الإنجليزية)
- إدوارد سيسي على موقع قاعدة بيانات كرة القدم.إي يو (الإنجليزية)
- إدوارد سيسي على موقع ليكيب (الفرنسية)
- إدوارد سيسي على موقع Soccerway.com (الإنجليزية)
- إدوارد سيسي على موقع عالم كرة القدم.نت (الإنجليزية)